# 조상도
조상도(1936년 8월 7일 ~ 2021년 5월 21일)는 대한민국의 정치인이다. 제2대 거제시장을 역임했다.

## 역대 선거 결과
|  | 40.90% |

|  | 23.73% |